# Ерера де Сорија
Ерера де Сорија (шп. Herrera de Soria) је општина у покрајини Сорија у аутономној заједници Кастиља и Леон, Шпанија.